# Parapsyche denticulata
Parapsyche denticulata är en nattsländeart som beskrevs av Schmid 1964. Parapsyche denticulata ingår i släktet Parapsyche och familjen ryssjenattsländor. Inga underarter finns listade i Catalogue of Life.